# Grabowo (Szczecin, 1955–1976)
Grabowo – dawne osiedle administracyjne Szczecina, należące do dzielnicy Śródmieście. Istniało w latach 1955–1976. Według danych z 6 grudnia 1960 r. osiedle zamieszkiwało 11 038 osób.
W 1990 r. przywrócono zlikwidowany w 1976 r. podział miasta na cztery dzielnice. Powołano wówczas nowe osiedle o nazwie Drzetowo-Grabowo, które weszło w skład dzielnicy Śródmieście jako jedno z 10 osiedli.